# トシェビニャ
トシェビニャ（Trzebinia ([tʂɛˈbʲiɲa]; イディッシュ語: טשעבין Tchebin)）は、南ポーランドのマウォポルスカ県フシャヌフ郡にある町。重要な工業の中心地で、PKNオーレンの石油精製所および近くのシェルシャ（Siersza)に発電所がある。トシェビニャはクラクフ - カトヴィツェ線の主要な鉄道連絡駅であり、オシフィエンチム、スピトコヴィツェ（Spytkowice)と接続している。

## 歴史

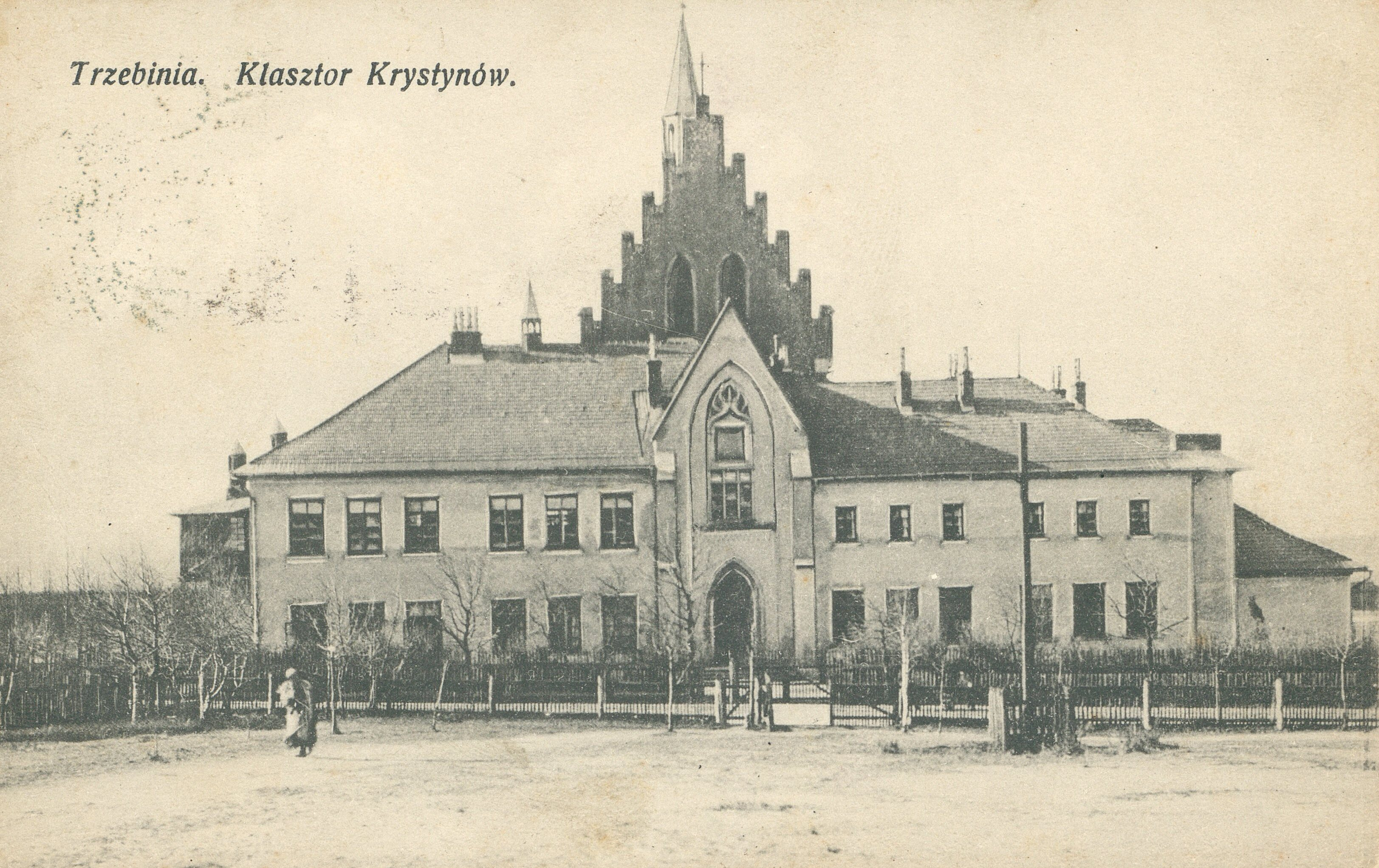